# برلمان أوغندا
برلمان أوغندا (بالإنجليزية: Parliament of Uganda)‏ هو الهيئة التشريعية في أوغندا، الذي تأسس في 1962، ويتكون من 426 مقعداً.